# ميشال فرعون
ميشال فرعون (24 يونيو 1959  -)، سياسي ورجل أعمال لبناني. ينتمي إلى عائلة معروفة من طائفة الروم الكاثوليك، وهي من أغنى العائلات اللبنانية، ووالده هو النائب والوزير بيار فرعون.

## حياته العلمية والعملية
- حائز على شهادة عليا في العلوم الاقتصادية من جامعة القديس يوسف، وشهادة في العلوم الاقتصادية والإدارية من باريس.
- يتولى رئاسة «شركة فرعون القابضة»، كما إنه يرأس مجلس إدارة «الشركة اللبنانية السويسرية للضمان»، وهو أيضًا عضو مجالس إدارة «مدنيت» و«المؤسسة اللبنانية للإرسال» و«المدارس البطريركية في بيروت»، كما أنه عضو في المجلس الأعلى لطائفة الروم الكاثوليك.
- انتخب نائبًا في البرلمان عن مقعد الروم الكاثوليك في دائرة بيروت بدورات أعوام 1996 و2000 و2005 و2009.
- شارك بعده حكومات كوزير:
  - من 26 أكتوبر 2000 حتى 17 أبريل 2003 عين وزير دولة في حكومة الرئيس رفيق الحريري في عهد الرئيس إميل لحود.
  - من 19 يوليو 2005 حتى 11 يوليو 2008 عين وزير دولة لشؤون مجلس النواب في حكومة الرئيس فؤاد السنيورة في عهد الرئيس إميل لحود.
  - في 9 نوفمبر 2009 حتى 13 يونيو 2011 عين وزير دولة لشؤون مجلس النواب في حكومة الرئيس سعد الدين الحريري في عهد الرئيس ميشال سليمان.

## الحياة العائلية
بعام 1983  تزوج من منى طنوس (بعد الزواج لقبت بمنى فرعون)، ولهما:
- لورا.
- بولا.
- بيار.

## وصلات خارجية
الصفحة الرسمية